# Bắn cung tại Đại hội Thể thao Đông Nam Á 2009
Bắn cung tại Đại hội Thể thao Đông Nam Á năm 2009 được tổ chức từ ngày 12 đến 16 tháng 12 năm 2009 tại Sân bắn cung Quốc gia, Đại học Quốc gia Lào, thủ đô Viêng Chăn, Lào. Chương trình thi đấu gồm 8 bộ huy chương với cả hai nội dung cá nhân và đồng đội, dành cho nam và nữ, sử dụng hai loại cung là cung 1 dây (recurve) và cung 3 dây (compound), cung 3 dây lần đầu xuất hiện chính thức tại SEA Games.

## Bảng huy chương
Nguồn: 
| Hạng               | Đoàn               | Vàng | Bạc | Đồng | Tổng số |
| ------------------ | ------------------ | ---- | --- | ---- | ------- |
| 1                  | Indonesia (INA)    | 3    | 1   | 1    | 5       |
| 2                  | Malaysia (MAS)     | 1    | 3   | 2    | 6       |
| 3                  | Myanmar (MYA)      | 1    | 2   | 2    | 5       |
| 4                  | Thái Lan (THA)     | 1    | 0   | 2    | 3       |
| 5                  | Philippines (PHI)  | 1    | 0   | 1    | 2       |
| 6                  | Việt Nam (VIE)     | 1    | 0   | 0    | 1       |
| 7                  | Singapore (SIN)    | 0    | 2   | 0    | 2       |
| Tổng số (7 đơn vị) | Tổng số (7 đơn vị) | 8    | 8   | 8    | 24      |

## Tóm tắt kết quả

### Cung 1 dây
| Nội dung     | Vàng                                                                             | Bạc                                                                                 | Đồng                                                         |
| ------------ | -------------------------------------------------------------------------------- | ----------------------------------------------------------------------------------- | ------------------------------------------------------------ |
| Đơn nam      | Cheng Chu Sian · Malaysia                                                        | Zaw Win Htike · Myanmar                                                             | Arif Farhan Ibrahim Putra · Malaysia                         |
| Đơn nữ       | Novia Nuraini · Indonesia                                                        | Anbrasi Subramaniam · Malaysia                                                      | Noor Aziera Taip · Malaysia                                  |
| Động đội nam | Thái Lan (THA) · Denchai Thepna · Khomkrit Duangsuwan · Witthaya Thamwong        | Malaysia (MAS) · Fazli Hisham · Arif Farhan Ibrahim Putra · Cheng Chu Sian          | Myanmar (MYA) · Yan Aung Soe · Zaw Win Htike · Nay Myo Aung  |
| Đồng đội nữ  | Indonesia (INA) · Ika Yuliana Rochmawati · Novia Nuraini · Rina Dewi Puspitasari | Singapore (SIN) · Vanessa Loh Tze Rong · Wendy Tan Liu Jie · Samantha Wong Sook Wai | Myanmar (MYA) · San Yu Thwe · Thazin Aung · Thin Thin Khaing |

### Cung 3 dây
| Nội dung     | Vàng                                                                 | Bạc                                                                                        | Đồng                                                                                  |
| ------------ | -------------------------------------------------------------------- | ------------------------------------------------------------------------------------------ | ------------------------------------------------------------------------------------- |
| Đơn nam      | I Gusti Nyoman Puruhito · Indonesia                                  | Adriel Chua Boon Rong · Singapore                                                          | Earl Benjamin Yap · Philippines                                                       |
| Đơn nữ       | Jennifer Dy Chan · Philippines                                       | Aung Ngeain · Myanmar                                                                      | Narisara Tinbua · Thái Lan                                                            |
| Đồng đội nam | Việt Nam (VIE) · Nguyễn Tiến Cường · Nguyễn Thanh Tuấn · Vũ Việt Anh | Indonesia (INA) · Kuswantoro · Hendra Setijawan · I Gusti Nyoman Puruhito                  | Thái Lan (THA) · Chakrit Thong Wattana · Jitti Keanthonglang · Pramuk Suwannapatip    |
| Đồng đội nữ  | Myanmar (MYA) · Aung Ngeain · Hla Hla San · Khin Lay Nu              | Malaysia (MAS) · Fatin Nurfatehah Mat Salleh · Nur Hidayah Abdul Latif · Saritha Cham Nong | Indonesia (INA) · Lilies Heliarti · Dellie Threesyadinda · Foury Akadiani Kusumaniyah |